# Iva Lulashi
Iva Lulashi (Tirana, 1988) es una pintora albanesa que trabaja en Milán.

## Trayectoria
Iva Lulashi nació en 1988 en Tirana, Albania y se trasladó a Italia desde niña. Se graduó en la Academia de Bellas Artes de Venecia en 2016.
Entre sus exposiciones individuales se encuentran: Vicino e altrove de 2020, Libres y deseanteso Passione cola passione scorre, ambas de 2021. Formó pareja con la artista guatemalteca Regina José Galindo en exposiciones que exploraban la violencia contra las mujeres, tales como: Nearby Elsewhere en la Galería Prometeo de Milán en 2020 o Mujer, Mujer, Mujer en la Galería Alberta Pane de París en 2024.
Lulashi fue seleccionada para representar a Albania en la 60.ª Bienal de Venecia. Su exposición, El amor como un vaso de agua, invoca la teoría del vaso de agua de la feminista rusa Alexandra Kollontai.